# Halowe Mistrzostwa Europy w Lekkoatletyce 1983 – pchnięcie kulą kobiet
Pchnięcie kulą kobiet – jedna z konkurencji technicznych rozgrywanych podczas halowych lekkoatletycznych mistrzostw Europy w Sportscsarnok w Budapeszcie. Rozegrano od razu finał 6 marca 1983. Zwyciężyła reprezentantka Czechosłowacji Helena Fibingerová. Tytułu zdobytego na poprzednich mistrzostwach nie broniła Werżinia Weselinowa z Bułgarii.

## Rezultaty

### Finał
Wystąpiło 7 miotaczek.

Opracowano na podstawie materiału źródłowego.
| Miejsce | Zawodniczka        | Wynik |
| ------- | ------------------ | ----- |
| 1       | Helena Fibingerová | 20,61 |
| 2       | Helma Knorscheidt  | 20,35 |
| 3       | Zdeňka Šilhavá     | 19,56 |
| 4       | Mihaela Loghin     | 19,33 |
| 5       | Nunu Abaszydze     | 19,27 |
| 6       | Venissa Head       | 17,89 |
| 7       | Simone Créantor    | 16,29 |